# كيلي درويتس
كيلي درويتس مواليد 21 أكتوبر 1989 في بلجيكا، هي درّاجة بلجيكية.

## روابط خارجية
- كيلي درويتس على موقع الاتحاد الدولي للدراجات (الإنجليزية)
- كيلي درويتس على موقع أرشيف الدراجات (الإنجليزية)
- كيلي درويتس على موقع إحصائيات الدراجات الإحترافية (الإنجليزية)
- كيلي درويتس على موقع نسبة الدراجات (الإنجليزية)
- كيلي درويتس على موقع CycleBase (الإنجليزية)